# ピナール・デル・リオ

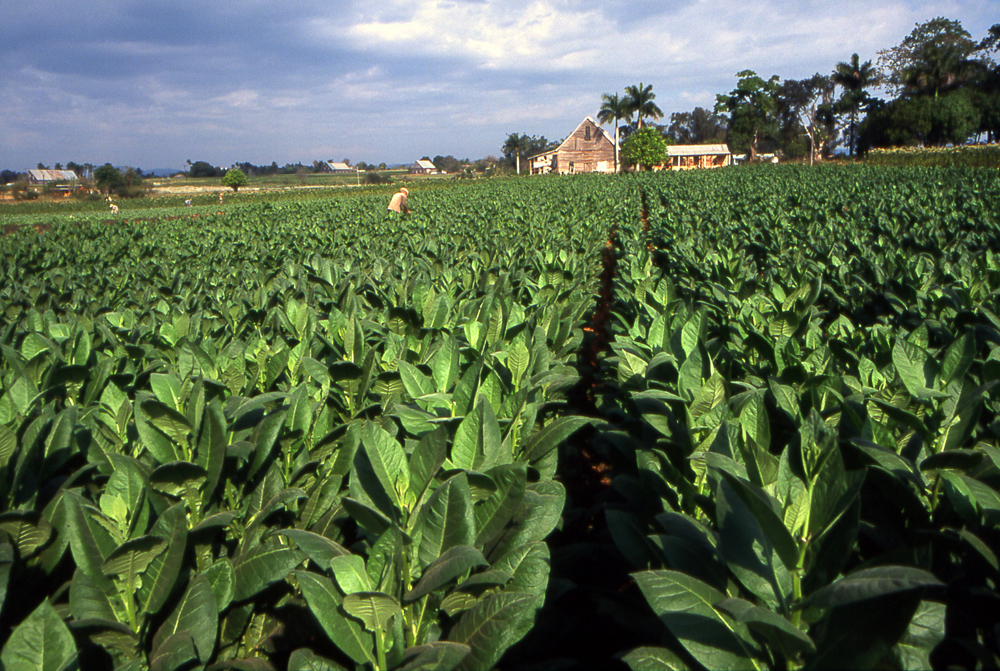
Tobacco plantation

ピナール・デル・リオ（Pinar del Río）は、キューバの都市。人口190,532人（2004年）。キューバ最西部に位置し、ピナール・デル・リオ州の州都である。この町の住民はPinareñosとよばれる。
ピナール・デル・リオはタバコ農園地帯の中心に位置しており、多くのタバコ工場がある、タバコの町である。この町は特に葉巻によって知られている。ピナール・デル・リオ大学がある。

## 歴史
ピナール・デル・リオはスペイン人によって設立されたキューバの最後の主要都市の一つであった。この町及び州は、マニラ・ガレオンによって大量に流入してきたフィリピン人の入植地として作られたため、ヌエバ・フィリピーナ（新フィリピンの意）の名で建設された。彼らはこの土地にタマリンドや粥をもたらした。チーノス・マニラとして知られるこの人々は、フィリピンの北イロコス州、南イロコス州、タルラック州、カガヤン州などの出身であり、現在ではタバカレラなどで知られるフィリピンのタバコプランテーションの労働者だった。世界的に有名なLa Flor de Isabela葉巻は当初フィリピンで作られていたが、生産の中心をキューバにシフトさせ、これによってピナール・デル・リオは世界有数のタバコ産地となった。1774年にヌエバ・フィリピーナはピナール・デル・リオと改称された。

## 出身人物
- ヤレリス・バリオス - 陸上競技選手[3]
- ヨエル・ロメロ - レスリング選手、総合格闘家
- ヨアン・パブロ・エルナンデス - プロボクサー
- ヨスラン・ヘレーラ - NPBの横浜DeNAベイスターズに所属していたプロ野球選手(投手)。
- リバン・モイネロ-NPBの福岡ソフトバンクホークスに所属するプロ野球選手(投手)
- ライデル・マルティネス-NPBの読売ジャイアンツに所属するプロ野球選手(投手)